# 山下悦子
山下 悦子（やました えつこ、1955年 - ）は、日本の女性史研究家、婦人問題・文化批評家。
評論家・婦人問題研究家で女性解放論者の山川菊栄は母方の親戚にあたる。江戸後期-明治時代の水戸藩士で弘道館教授頭取代理・彰考館権総裁を務めた儒学者・史学者の青山延寿と儒学者・史学者の青山延寿も山下の母方のルーツとなっている。父親は鹿児島県出身。農林水産省の役人で、元自由民主党衆議院議員の二階堂進と親交があった。夫は、政治家の家系。

## 経歴
東京都出身。日本女子大学を卒業後、東京都立大学大学院の人文科学研究科で、日本古代史、女性史を研究し修了。後に国際日本文化研究センターの共同研究員となる。その後、日本女子大学講師として女性史を講義し、1998年から3年間、渡米。2002年に、政府広報誌「時の動き」の輝く女性の第4回に選ばれる。神奈川大学の文化・教養講座で家族論を講義している。

## 活動
25歳の時に東京女性史研究会を主宰する。論客としては、『高群逸枝論―「母」のアルケオロジー』が初の単著。
その後、多くの著書を発表し、フェミニズムの要素をいれた文化批評にも意欲を示し、 1998年には『作家の自伝』で「渋沢龍彦」の項を担当、渋沢の最初の妻で詩人、作家である矢川澄子を取材した。
1995年2月から1998年3月にかけて橋爪大三郎、中西輝政とともに毎日新聞論壇時評『雑誌を読む』を担当。また、産経新聞の匿名コラム「斜断機」創設時には少ない女性執筆者の一人で、同じ執筆者の一人であった呉智英と論争した。『日本の論点2007』（文藝春秋）では、「少子化対策は効果があるか」論点57で「子育て世帯への増税政策と『女も働け』キャンペーンが少子化を悪化させる」を著述、少子化問題に積極的に提言している。

## 思想
日本のフェミニズム界においては珍しく、日本の伝統的な価値観を尊重する立場に立っている。
単に欧米のフェミニズムを輸入し、日本にあてはめるのではなく、日本の女性の歴史の独自性を考慮した女性解放を模索しており、女性が子供を産み育て、家族を大切にするべきという立場にいる。また、上野千鶴子への一貫した批判者でもある。この考えはややもすると保守的な反フェミニズムの言説と受け取られがちだが、女性の優位性を強調し、男性の脆弱性を攻撃する過激なフェミニストには変わりなく、党派性を除けば上野千鶴子と酷似している。
山下が典型的なフェミニストの言う「男女同権」に懐疑的なのは、山下が一男一女を産み育てるといった経験をしている女性であることが大きく影響している。著書『女を幸せにしない男女共同参画社会』でも夫の父母の介護の経験も記している。現実のフェミニストは「女性の代表」を標榜しながらも育児や介護を経験している者は少なく、少子高齢社会が本格化する今後の日本社会にあって、「女性の味方」であるフェミニストが一般女性とかけはなれた境遇や考えでは「女性の代表」を名乗る資格があるのか疑わしい状況にあり、また、「生き方の多様性」をうたっておきながら、夫婦共働きを前提とした政策や提言をするフェミニストが多い。そこを行くと山下は、比較的平均的な日本女性に近い立場・考えにいる、フェミニストの中でも数少ない論客である。
多くの学者が女性差別のレッテルを恐れてフェミニズムを批判したがらない中、女・女格差を助長し、子供を産み育てる女性やその世帯への増税政策を促したフェミニズムの罪の部分を、山下は一貫してストレートに批判している。他にも「ジェンダーフリー」概念のおかしさや、形骸化されたフェミニズムの一部のイデオロギーによって男女共同参画基本法が形成されたプロセスを危険視し、その角度から現行の男女共同参画社会への政策を批判している。経済アナリスト立木信はこうした山下の主張を評価している。

## テレビ・ラジオ出演
- 太田光の私が総理大臣になったら…秘書田中。（日本テレビ系）
- モーニングショー（テレビ朝日系）
- ビートたけしのTVタックル （テレビ朝日系）
- 報道ワイドフライデー（チャンネル桜）
- NHKワールド・ラジオ日本

など

## 著作
- 『高群逸枝論―「母」のアルケオロジー』（河出書房新社）1988
- 『日本女性解放思想の起源―ポストフェミニズム試論』（海鳴社）1988
- 『女性の時代という神話ーー上野千鶴子は女を救えるか』（青弓社）1991
- 『マザコン文学論 呪縛としての<母>』新曜社 ノマド叢書 1991
- 『「女性の時代」という神話 上野千鶴子は女を救えるか』青弓社 1991
- 『さよならHanako族 女たちは何を求め、何処へ行くのか』（kkベストセラーズ）1992 のちPHP文庫
- 『尾崎豊の魂 輝きと苦悩の軌跡』（PHP研究所）1993 のち文庫
- 『尾崎豊・魂の行方 思想としてのロックン・ロール』（PHP研究所）1994
- 『マザコン男がブンガクしている 父になれない、こんな事情』ベストセラーズ 1994
- 『妻が女を生きるときー悪妻のすすめ』（講談社）1994
- 『フェミニズムはどこへ行ったのか―「主婦」解体論から主婦別姓まで』（大和書房）1996
- 『女を幸せにしない「男女共同参画社会」』（洋泉社、新書y 2006）
- 『男女同権は女性を幸福にしない 「女女格差」「少子化」を助長しているのは誰か』（PHP研究所）2009

### 編著
- 『作家の自伝 79 澁澤龍彦』日本図書センター 1998
- 『尾崎豊魂の波動』芹沢俊介、児玉由美子共著 (春秋社）1999